# Coccophagus redini
Coccophagus redini är en stekelart som beskrevs av Girault 1924. Coccophagus redini ingår i släktet Coccophagus och familjen växtlussteklar. Inga underarter finns listade i Catalogue of Life.